# Sebastián Vidal y Soler
Sebastián Vidal y Soler (Barcellona, 1º aprile 1842 – Manila, 28 luglio 1889) è stato un botanico spagnolo.

## Biografia
Sebastián Vidal e suo fratello minore, Domingo, hanno studiato insieme presso l'Universidad Politécnica de Madrid. Nel 1870 entrambi assumevano posti nel servizio forestale delle Filippine.
Sebastián Vidal ebbe un particolare interesse per le piante legnose (alberi), ma studiò soprattutto la flora malese, raccogliendo anche i seguenti campioni; collaborò con altri botanici e pubblicò una serie di opere tra cui Revision de Plantas Vasculares Filipinas (Manila 1886).
Nel 1883 torna in Europa e visitò l'erbario di Kew.
Vidal è stato direttore del Giardino Botanico di Manila dal 1878 fino alla sua morte nel avvenuta 1889, causata da colera. Una statua di Vidal costruita da Enric Clarasó è stata eretta nel Giardino, anche se ora non c'è più.
Anche se l'erbario di Manila è stato distrutto in un incendio nel 1897, alcuni esemplari di Vidal della flora filippina sono conservati in Europa, a Kew e in particolare al Real Jardín Botánico de Madrid, dove, dopo la morte di Vidal, Benjamín Máximo Laguna e successivamente altri studiosi lavorarono sui suoi esemplari.